# エキサイター (デペッシュ・モードのアルバム)
『エキサイター』 (Exciter)は、イギリスの音楽グループ、デペッシュ・モードの10枚目のスタジオ・アルバム。2001年5月14日発売。

## 概要
プロデューサーにはブリープ・テクノの重鎮グループLFOのメンバーであり、ビョークの『ホモジェニック』を手がけたマーク・ベルが起用された。彼の手により抑制の効いたサウンドが展開され、デイヴ・ガーンのボーカルが強調される内容に仕上がった。全英初登場9位、全米初登場8位と、初めてアメリカのチャートが本国イギリスを上回るアルバムとなった。
ちなみにアルバムのジャケットに写る植物はリュウゼツランである。

## 収録曲
全曲マーティン・ゴアによる作詞作曲
1. ドリーム・オン / Dream On - 4:19
2. シャイン / Shine - 5:32
3. ザ・スウィーテスト・コンディション / The Sweetest Condition - 3:42
4. ホエン・ザ・ボディ・スピークス / When the Body Speaks - 6:01
5. ザ・デッド・オブ・ナイト / The Dead of Night - 4:50
6. ラヴテーマ / Lovetheme - 2:02
7. フリーラヴ / Freelove - 6:10
8. コーマトース / Comatose - 3:24
9. アイ・フィール・ラヴド / I Feel Loved - 4:20
10. ブリーズ / Breathe - 5:17
11. イージー・タイガー / Easy Tiger - 2:05
12. アイ・アム・ユー / I Am You - 5:10
13. グッドナイト・ラヴァーズ / Goodnight Lovers - 3:48

## 参加ミュージシャン
- デイヴ・ガーン - ボーカル
- マーティン・ゴア - キーボード、ギター、コーラス、リードボーカル (#8, #10)
- アンディ・フレッチャー - キーボード、コーラス

### その他ミュージシャン
- ノックス・チャンドラー - チェロ (#1, #4)
- クリスチャン・エイグナー - ドラムス (#12)
- アイアート・モレイラ - パーカッション (#7, #8)